# Amtsgericht Kamenz

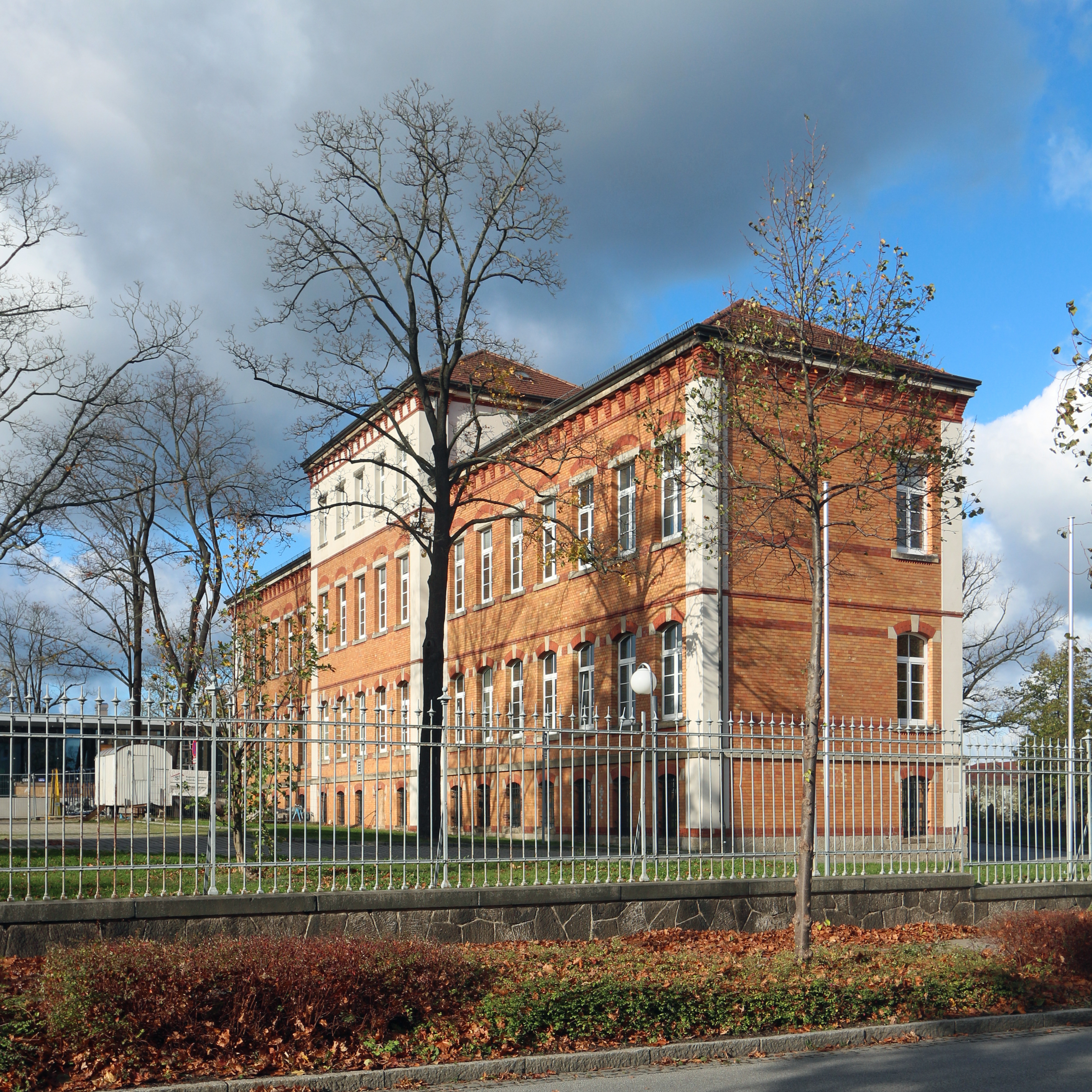
Macherstr 49, Sitz des Amtsgerichtes (2017)

Das Amtsgericht Kamenz (obersorbisch Hamtske sudnistwo Kamjenc) ist ein Gericht der ordentlichen Gerichtsbarkeit und eines von insgesamt 25 Amtsgerichten im Freistaat Sachsen.

## Gerichtssitz und -bezirk
Der Gerichtsbezirk des Amtsgerichtes Kamenz umfasst alle Gemeinden des ehemaligen Landkreises Kamenz mit Ausnahme der dem Amtsgerichtsbezirk Hoyerswerda zugeordneten Gemeinden (§ 1 Abs. 4, Anlage Nr. 15 Sächsisches Justizgesetz). Das Gericht hat seinen Sitz in 01917 Kamenz, Macherstraße 49.

## Übergeordnete Gerichte
Dem Amtsgericht Kamenz ist das Landgericht Görlitz unmittelbar übergeordnet. Zuständiges Oberlandesgericht ist das Oberlandesgericht Dresden.

## Geschichte
In Kamenz bestand bis 1879 das Gerichtsamt Kamenz als Eingangsgericht. Im Rahmen der Reichsjustizgesetze wurden 1879 im Königreich Sachsen die Gerichtsämter aufgehoben und Amtsgerichte, darunter das Amtsgericht Kamenz, geschaffen. Der Gerichtssprengel umfasste Kamenz, Alte Ziegelscheune, Auschkowitz, Bernbruch, Biehla mit „auf den Bergen“, Bischheim, Bocka bei Kamenz, Boderitz, Brauna, Bulleritz, Cannewitz bei Kamenz, Caseritz, Crostwitz, Cunnersdorf, Cunnewitz, Deutschbaselitz, Döbra, Dobrig, Dreihäuser, Dürrwicknitz, Elstra, Gelenau, Gersdorf (Nieder- und Ober-), Glaubnitz mit Buchholzmühle, Gödlau, Gränze, Großgrabe mit am Waldhof, Grünberg, Häslich, Hausdorf, Hennersdorf, Höflein mit Forsthaus Weinberg, Bad Marienborn und Mostach (anteilig), Horka, Jauer mit Ziegelscheunhäusern, Jesau, Jiedlitz, Kaschwitz, Kindisch, Kleinhänchen, Kopschien, Kriepitz, Kuckau, Laßke, Lehndorf, Liebenau, Lieske, Lückersdorf mit neuem Anbau, Marienstern (Sct.), Kloster, Milstrich, Miltitz, Möhrsdorf, Nauslitz, Nebelschütz, Neraditz, Neudörfel bei Kamenz, Neuhof, Neuschmerlitz, Neustädtel, Nucknitz, Ossel, Oßling mit Scheckthal, Ostro, Panschwitz, Petershain, Piskowitz, Prautitz, Prietitz mit Thonberg, Ralbitz, Räckelwitz mit neue Schänke, Rauschwitz, Rehnsdorf, Rohrbach, Rosenthal, Säuritz, Schiedel, Schmeckwitz, Schmerlitz, Schönau, Schönbach mit Buschhäusern, Schweinerden, Schwosdorf, Siebitz bei Kamenz, Skaska mit Neuskaska, Sommerluge, Spittel, Straßgräbchen, Talpenberg, Teichen (Teichhäuser), Trado, Tschaschwitz, Weißig bei Kamenz, Welka, Wendischbaselitz, Wiesa mit Häusern am Thonberg, Wohla (Rittergut), Zerna, Zschornau und das lange Holz. Das Amtsgericht Kamenz war eines von 18 Amtsgerichten im Bezirk des Landgerichtes Bautzen. Der Amtsgerichtsbezirk umfasste danach 25.958 Einwohner. Das Gericht hatte damals zwei Richterstellen und war ein mittelgroßes Amtsgericht im Landgerichtsbezirk.
In den 1940er Jahren wurden die Amtsgerichte Königsbrück und Pulsnitz kriegsbedingt zu Zweiggerichten des Amtsgerichtes Kamenz.
Mit der Verordnung zur Änderung von Gerichtsbezirken im Lande Sachsen vom 5. Mai 1951 wurden die Gerichtsbezirke in der DDR an die Landkreise angepasst. Der Sprengel des Amtsgerichtes Kamenz war damit der Kreis Kamenz. Mit der Verwaltungsreform von 1952 wurde das Amtsgericht Kamenz aufgehoben und das Kreisgericht Kamenz an seiner Stelle neu geschaffen. Gerichtssprengel blieb der Kreis Kamenz. Mit dem Sächsischen Gerichtsorganisationsgesetz wurde das Amtsgericht Kamenz 1992 neu eingerichtet.

## Gerichtsgebäude

### Altes Amtsgericht

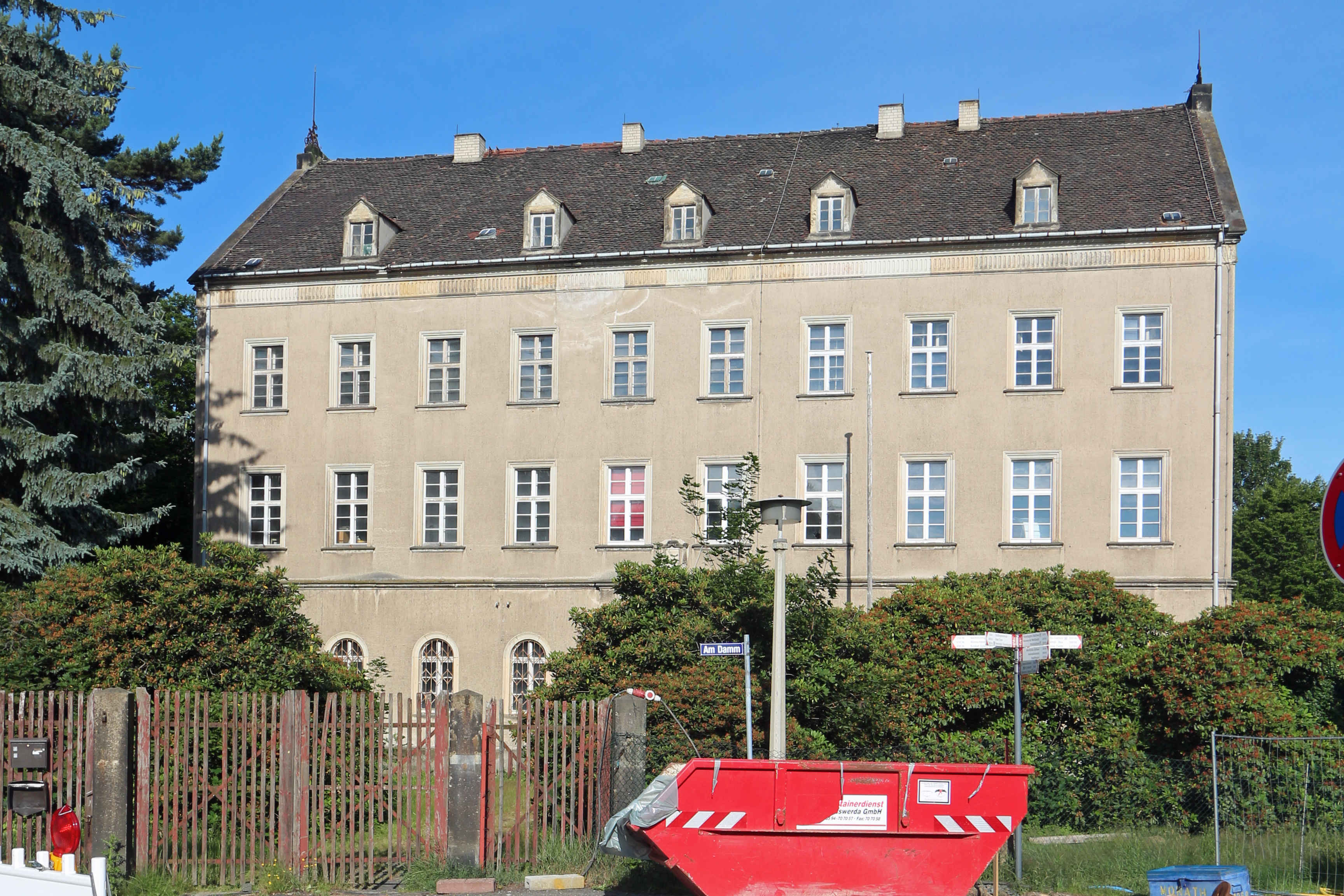
Altes Amtsgericht (2017)

Das Amtsgericht nutze zunächst das 1844 erbaute Gebäude des Gerichtsamtes (Am Damm 5). Das dreigeschossige Verwaltungsgebäude mit Gurtgesims, Wappenkartusche über der Eingangstür, Rundbogenfenster, Kranzgesims und Dachhäuschen ist stadtgeschichtlich und baugeschichtlich von Bedeutung und steht daher unter Denkmalschutz.

### Amtsgerichtsgebäude
Im Jahr 1900 wurden die neuen Amtsgerichtsgebäude (Macherstraße 45, 49) bezogen. Es handelt sich um zwei rote bzw. gelbe zweistöckige Klinkerbau mit Walmdach und Mittelrisalit. Auch diese sind stadtgeschichtlich und baugeschichtlich von Bedeutung und stehen unter Denkmalschutz.